# Museo Arqueológico de Baza
El Museo de Arqueología de Baza de la localidad de dicho nombre, Baza es una institución española dedicada a mostrar los descubrimientos hechos en el municipio de Baza, provincia de Granada relativos a las distintas épocas de ocupación, principalmente desde el Neolítico hasta la Edad Media.

## Historia
El Museo Municipal de Baza debe su origen, sin duda, a la arqueología. Ya en 1945, siendo Comisario Local de Excavaciones el notario D. Angel Casas Morales se planteó la conveniencia de crear un museo arqueológico en Baza en donde se expusiesen los hallazgos producidos durante las excavaciones que el citado comisario venía realizando por aquel entonces en Cerro Cepero, yacimiento arqueológico que él ya citaba acertadamente como el solar de la antigua Basti: “Cerro Cepero, encontrado el viejo solar de nuestros antepasados que fue capital de la Bastitania y se han cortado distintos niveles de la edad de piedra, poblado ibérico, elementos púnicos y un piso superior romano”. Para ubicar el museo se pensó en el salón de Plenos del Ayuntamiento.
En los años sucesivos se plantean otras posibles ubicaciones y se realizan varios intentos frustrados para su apertura.
Mientras tanto, en 1983 el Ayuntamiento de Baza compra un lote de piezas a un coleccionista local, D Lupe E. Llorente Llorente, por un valor de 200.000 pesetas, procedentes del entorno de Cerro Cepero, Cerro Santuario y Cerro Largo, en el que aquel posee tierras. Algún tiempo después, en 1988, la Diputación Provincial de Granada cedió en depósito al Ayuntamiento de Baza los ajuares de las tumbas 46, 53 y 62, de Cerro del Santuario, adquiridas en subasta, en Madrid.
En ese mismo año se abre el Museo de Baza en las dependencias recién rehabilitadas del antiguo Ayuntamiento de la ciudad. La colección fundacional está compuesta básicamente por algunas piezas recuperados por D. Ángel Casas, el lote comprado a D. Lupe Llorente, los ajuares de la Diputación y la réplica de la Dama de Baza, amén de una serie de libros del Archivo Histórico Municipal y otros objetos muebles de representación institucional, como unas mazas de plata del XVIII o el denominado estandarte real, supuestamente del siglo XVI, y restaurado en los años 70 del XX.
En 1998 el Museo de Baza entra en la relación de museos inscritos y anotados preventivamente en el Registro de Museos de Andalucía con la denominación de Museo Municipal de Baza, código 026-B-022, según Orden de 12-VI-1987, BOJA 84 de 22-VII-1997.

### En la actualidad
El actual Museo Municipal de Baza se localiza en el corazón del centro histórico de la ciudad, declarado BIC Conjunto Histórico en 2003, en la confluencia de la Plaza Mayor con la calle Alhóndiga, en el entorno de la que fuera medina de la Baza musulmana, junto a otros elementos monumentales de la entidad de la iglesia Mayor, antigua colegiata concatedral edificada sobre la mezquita aljama árabe y al pie del recinto de la alcazaba, en proceso de recuperación.
Su sede ocupa dos edificios históricos contiguos del siglo XVI.